# Iridopsis schreiteri
Iridopsis schreiteri là một loài bướm đêm trong họ Geometridae.